# Mikey Moore
Mikey Steven Danny Moore (Southwark, 11 agosto 2007) è un calciatore inglese, attaccante del Rangers, in prestito dal Tottenham.

## Caratteristiche tecniche
È un'ala sinistra adattabile anche sulla fascia opposta, che unisce una gramde velocità a un buon dribbling.

## Carriera

### Club

#### Gli inizi
Moore è cresciuto nel settore giovanile del Tottenham. Il 14 maggio 2024, all'età di 16 anni e 277 giorni, ha debuttato in prima squadra nell'incontro di Premier League perso 2-0 contro il Manchester City, superando il precedente record di precocità del club appartenuto a Dane Scarlett. Il 12 agosto seguente ha firmato il suo primo contratto professionistico con gli Spurs ed a partire dalla stagione 2024-2025 è stato promosso stabilmente in prima squadra. Il 26 settembre 2024 ha debuttato nelle competizioni europee giocando l'incontro della fase campionato di UEFA Europa League contro il Qarabağ. Il 30 gennaio 2025, in occasione della partita di Europa League contro l'Elfsborg (vinta 3-0), Moore trova il primo gol in carriera; inoltre, diviene, a 17 anni e 172 giorni, il più giovane calciatore inglese a segnare in una competizione UEFA per club, battendo il record di Jimmy Greaves, che durava da 68 anni. Chiude il campionato (chiuso ad un deludente 17° posto) con 10 presenze, senza gol. Tuttavia, il 21 maggio vince l'Europa League contro il Manchester Utd (1-0), anche se non prende parte alla finale.

#### Prestito al Rangers
Il 1° agosto 2025 viene ceduto in prestito agli scozzesi del Rangers, in Scottish Premiership.

### Nazionale
Ha giocato nelle nazionali giovanili inglesi under 15 ed under 16.
Il 20 maggio 2024 è stato convocato dall'Inghilterra under 17 per prendere parte al campionato europeo di categoria dove ha realizzato 4 reti in altrettanti incontri.
Il 7 settembre dello stesso anno ha esordito con l'under 19.

## Statistiche

### Presenze e reti nei club
Statistiche aggiornate al 16 agosto 2025.
| Stagione         | Squadra          | Campionato       | Campionato | Campionato | Coppe nazionali | Coppe nazionali | Coppe nazionali | Coppe continentali | Coppe continentali | Coppe continentali | Altre coppe | Altre coppe | Altre coppe | Totale | Totale |
| Stagione         | Squadra          | Comp             | Pres       | Reti       | Comp            | Pres            | Reti            | Comp               | Pres               | Reti               | Comp        | Pres        | Reti        | Pres   | Reti   |
| ---------------- | ---------------- | ---------------- | ---------- | ---------- | --------------- | --------------- | --------------- | ------------------ | ------------------ | ------------------ | ----------- | ----------- | ----------- | ------ | ------ |
| 2023-2024        | Tottenham        | PL               | 2          | 0          | FACup+CdL       | 0               | 0               | -                  | -                  | -                  | -           | -           | -           | 2      | 0      |
| 2024-2025        | Tottenham        | PL               | 10         | 0          | FACup+CdL       | 2+2             | 0               | UEL                | 5                  | 1                  | -           | -           | -           | 19     | 1      |
| Totale Tottenham | Totale Tottenham | Totale Tottenham | 12         | 0          |                 | 4               | 0               |                    | 5                  | 1                  |             | -           | -           | 21     | 1      |
| 2025-2026        | Rangers          | SP               | 0          | 0          | CS+CdL          | 0+1             | -               | UCL                | 0                  | 0                  | -           | -           | -           | 1      | 0      |
| Totale carriera  | Totale carriera  | Totale carriera  | 12         | 0          |                 | 5               | 0               |                    | 5                  | 1                  |             | -           | -           | 22     | 1      |

## Palmarès

#### Competizioni internazionali
- UEFA Europa League: 1

Tottenham Hotspur: 2024-2025